# Lepanthes eriocampa
Lepanthes eriocampa är en orkidéart som beskrevs av Carlyle August Luer och Alexander Charles Hirtz. Lepanthes eriocampa ingår i släktet Lepanthes och familjen orkidéer. Inga underarter finns listade i Catalogue of Life.